# 蛭田史郎
蛭田 史郎（ひるた しろう、1941年12月20日 - ）は、日本の実業家。旭化成代表取締役社長、オリンパス取締役会議長、石油化学工業協会会長、日韓経済協会副会長等を歴任した。

## 人物・経歴
福島県いわき市出身。福島県立磐城高等学校を経て、1964年横浜国立大学工学部応用化学科卒業、旭化成工業（現旭化成）入社。エンジニアリング樹脂工場長、レオナ工場長等を経て、1997年取締役。1999年常務取締役。2001年専務取締役。2002年取締役副社長。
山口信夫会長の指名により2003年に旭化成代表取締役社長に昇格し、持株・分社化やグローバル展開などを進めたが、やがて社内で絶対的な権力を握っていた山口と対立するようになり2010年に社長及び取締役を退任し最高顧問となった。
2011年、大学の3年先輩である杉田亮毅が会長を務めていた日本経済新聞社監査役に就任。2012年オリンパス取締役。2013年旭化成常任相談役。2015年オリオン電機取締役。2016年旭化成相談役、技術同友会代表理事・代表幹事、オリンパス取締役会議長。立命館大学大学院経営管理研究科客員教授 等も歴任した。2019年4月1日横浜国立大学校友会会長。